# José Granados Weil
José Granados Weil (Melilla, España, 29 de abril de 1915-Madrid, 14 de septiembre de 2002), procurador de los Tribunales, fue el primer presidente del Consejo General de Procuradores, constituido como tal el 20 de mayo de 1977.
Debido a su larga y fructífera trayectoria al frente de la Procuración es considerado como una de las figuras históricas del mundo jurídico desde los años de la Transición. En el momento de su fallecimiento era presidente de Honor del Consejo General de Procuradores de España y de su Mutualidad de Procuradores.[cita requerida]

## Semblanza profesional
José Granados Weil es recordado como el hombre que acabó con las astillas, y como un actor fundamental en el proceso de modernización de la profesión de procurador.
Impulsor y fundador del Comité de Postulantes de Justicia Europeo, organismo que engloba a las profesiones de postulación procesal de España, Francia y Portugal, fue asimismo el primer presidente de la Asociación Iberoamericana de Colegios y Asociaciones de Procuradores. También ocupó durante veintiún años la Secretaría General de la Unión Profesional, entidad fundada en 1980 en la que se agrupan las profesiones liberales de España.

## Distinciones y condecoraciones[6]
Españolas
- Caballero cadete de la Academia General Militar. 1936
- Caballero Mutilado de Guerra. 1943
- Maestro de Primera Enseñanza. 1949
- Canciller de la Orden de Cisneros. 1949
- Procurador de los Tribunales. 1950
- Socio colaborador de la Real Academia de Jurisprudencia y Legislación. 1951
- Licenciado en Derecho por la Universidad de Madrid. 1952
- Medalla de Honor de la Ciudad de Sevilla. 1952
- Miembro del Instituto Español de Derecho Procesal. 1954
- Cruz de la Orden de San Hermenegildo. 1958
- Procurador consistorial del Ayuntamiento de Madrid. 1961
- Cruz de honor de la Orden de San Raimundo de Peñafort. 1968
- Cruz distinguida de segunda clase de la Orden de San Raimundo de Peñafort. 1968
- Fallero de Honor de Valencia. 1970
- Legionario de Honor. 1970
- Coronel del Cuerpo de Mutilados de Guerra. 1974
- Decano Honorario de los Colegios de Procuradores de Barcelona. 1975
- Cruz Distinguida de primera clase de San Raimundo de Peñafort. 1975
- Decano Honorario de los Colegios de Procuradores de Córdoba. 1976
- Decano Honorario de los Colegios de Procuradores de Jerez. 1977
- Decano Honorario de los Colegios de Procuradores de Valencia. 1980
- Decano Honorario de los Colegios de Procuradores de Zaragoza. 1980
- Decano Honorario de los Colegios de Procuradores de Elche. 1983
- Diploma del Congreso Internacional de Previsión y Seguridad Social del Abogado. 1984
- Académico de Jurisprudencia y Legislación. 1978
- Caballero de la Hermandad de Caballeros de Esquivias. 1979

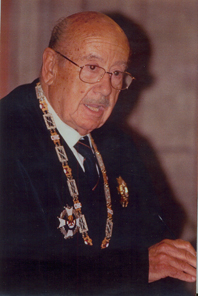

- Gran cruz de la Orden de San Raimundo de Peñafort 1995
- Placa de Plata del Colegio de Procuradores de Elche. 1995
- Medalla de Oro de la Cámara Oficial de la Propiedad Inmobiliaria de la Comunidad de Madrid. 1995
- Caballero de la Olla Podrida de Burgos. 1996
- Presidente de Honor del Consejo Andaluz de Procuradores. 1998
- Premio Foso Hornobegue de Melilla. 1998
- Presidente Honorario de la Asociación de Dependientes de Procuradores de los Tribunales de Justicia de Madrid. 2000
- Caballero de la Orden de San Hermenegildo.
- Vocal de la Comisión General de Codificación del Ministerio de Justicia.

Otros:
- Cruz del Mérito Militar con distintivo blanco, primera clase.
- Placa de Honor de la Universidad Pontificia de Comillas.
- Placa de Honor de Primera Clase de la Facultad de Derecho de la Universidad Pontificia de Comillas.

Internacionales
- Doctor Honorario en Leyes International Swabian University “Frederic II of Swabia”. 1982